# Gray
Gray (značka Gy) je jednotka absorbované dávky záření v soustavě SI.

## Definice
Jeden gray odpovídá energii záření jednoho joulu absorbované jedním kilogramem látky.
1 Gy = 1 J/kg = 1 m2·s−2
Starší jednotkou je rad, přičemž:
1 rad = 0,01 Gy
Rozměr jednotky gray je stejný jako v případě jednotky ekvivalentní dávky sievert. Pro jednoznačnost se proto musí používat vždy jednotky gray pro absorbovanou dávku a sievert pro ekvivalentní dávku, nikdy však joule na kilogram.

## Původ
Jednotka byla definována v roce 1975 na počest L. H. Graye, který podobnou definici použil již v roce 1940.

## Význam
Gray je mírou fyzikálních účinků ionizujícího záření, která nevyjadřuje jeho účinky na živé organismy. Naproti tomu sievert (Sv) je jednotka, která vyjadřuje biologické účinky záření, v závislosti na druhu záření a jeho energii.
Např. absorpce dávky 1 Gy záření gama, což odpovídá dávkovému ekvivalentu 1 Sv, celým tělem člověka pravděpodobně způsobí nevolnost, ale riziko úmrtí je nízké. Stejná dávka 1 Gy v případě rychlých neutronů však odpovídá dávkovému ekvivalentu 20 Sv, který vede k jisté smrti během několika dní. Přitom v obou případech jde o energii jen 70 J (uvažujeme-li člověka o hmotnosti 70 kg). Stejné množství energie se uvolní spálením pouhých 4 miligramů cukru.